# Liste regionaler Ensemblebesetzungen traditioneller chinesischer Musik

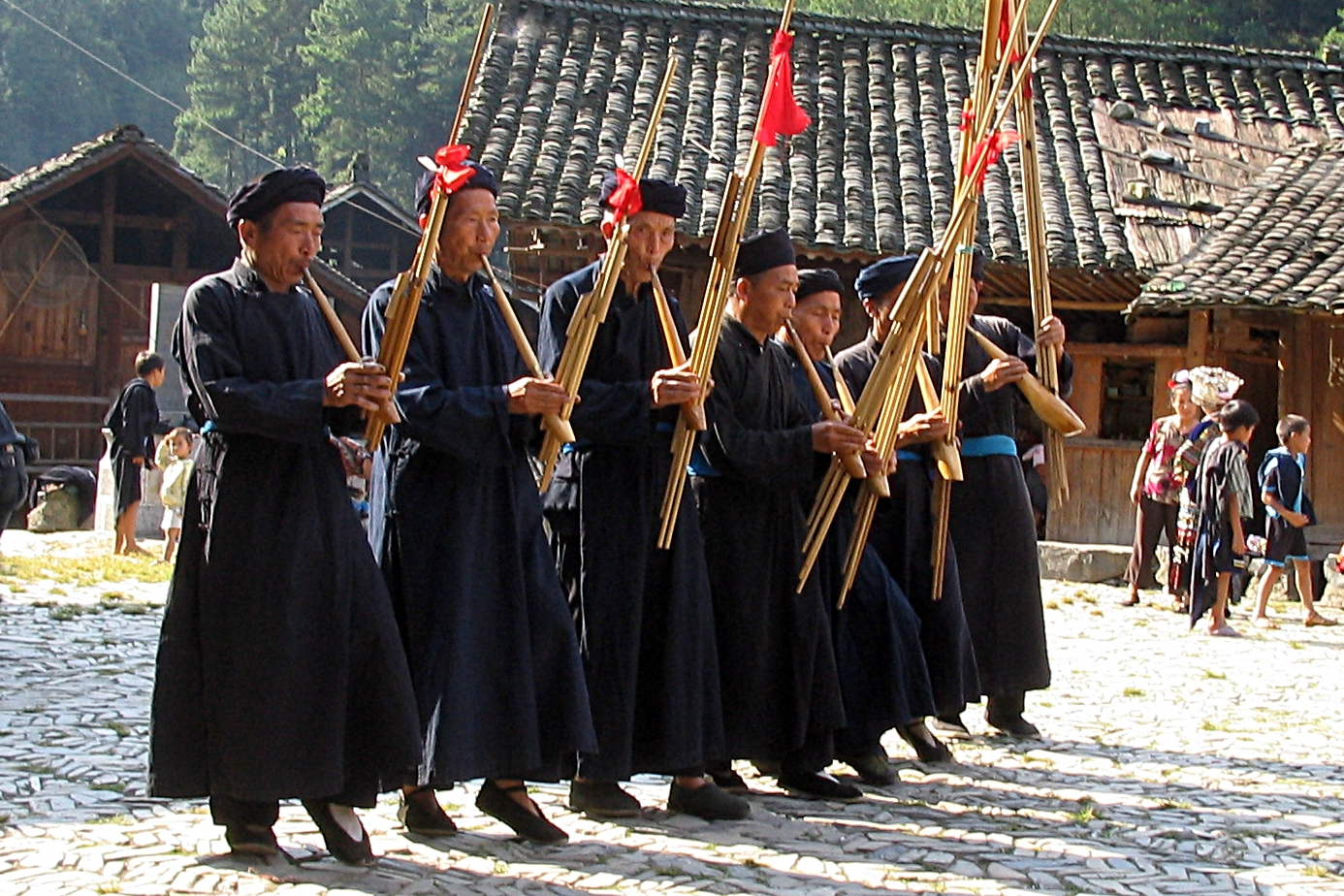
Musiker der Gha Ne (Ka Nao)-Miao („Schwarze Miao“) im Museumsdorf Langde Shang im Südosten der Provinz Guizhou spielen lusheng zur Begrüßung von Touristen.

Dies ist eine Liste regionaler Ensemblebesetzungen traditioneller chinesischer Musik.
- Chaozhou da luogu (潮州大锣鼓) Große Gong- und Trommelmusik aus Chaozhou, siehe Chaozhou luogu
- Chaozhou luogu (潮州锣鼓) Gong- und Trommelmusik aus Chaozhou (in der Provinz Guangdong)
- Chaozhou xiao luogu (潮州小锣鼓) Kleine Gong- und Trommelmusik aus Chaozhou, siehe Chaozhou luogu
- Fujian nanqu (福建南曲) Südliche Musik aus der Provinz Fujian
- Fuzhou shifan (福州十番) Zehn Klangvariationen aus Fuzhou (in der Provinz Fujian)
- Guchui-Ensemble (鼓吹) Trommel- und Blasmusik
- Hebei chuige (河北吹歌) Blaslieder aus der Provinz Hebei, siehe Jizhong guanyue
- Hengchui-Ensemble (横吹) Hengchui-Blasmusik
- Jiangnan sizhu (江南丝竹) Saiten- und Blasinstrumente südlich des Jangtsekiang
- Jing yinyue (京音乐) Musik aus der Hauptstadt
- Jizhong chuige (冀中吹歌) Blaslieder aus Zentral-Hebei, siehe Jizhong guanle
- Jizhong guanyue (冀中管乐) Blasmusik aus Zentral-Hebei
- Liaonan guchui (辽南鼓吹) Trommel- und Blasmusik aus dem Süden der Provinz Liaoning
- Longchui-Ensemble (笼吹) Korbblasen
- Lusheng-Ensemble (芦笙) Lusheng-Ensemble (Mundorgel)
- Shandong guchui (山东鼓吹) Trommel- und Blasmusik aus der Provinz Shandong
- Shanxi badatao (山西八大套) Acht große Stücke aus der Provinz Shanxi
- Shifangu (十番鼓), siehe Sunan chuida
- Shifan luogu (十番锣鼓) Zehn Klangvariationen der Gong-und-Trommel-Schlaginstrumente (aus dem Süden der Provinz Jiangsu)
- Sichuan naonian luogu (四川闹年锣鼓) Gongs und Trommeln zum Jahreswechsel aus der Provinz Sichuan
- Sunan chuida (苏南吹打) Musik mit Blas- und Schlaginstrumenten aus dem Süden der Provinz Jiangsu
- Sunan shifangu (苏南十番鼓), siehe Sunan chuida
- Sunan shifan luogu (苏南十番锣鼓), siehe shifan luogu
- Tonggu-Ensemble (铜鼓) Kesselgong-Ensemble („Bronzetrommel-Ensemble“)
- Xi’an guyue (西安鼓乐) Trommelmusik aus Xi’an (Provinz Shaanxi)
- Shaanxi guyue (陕西鼓乐), Trommelmusik aus Xi’an (Provinz Shaanxi)
- Zhedong luogu (浙东锣鼓) Gong- und Trommelmusik aus dem Osten der Provinz Zhejiang